# Jararaca-Lanzenotter
Die Jararaca-Lanzenotter oder kurz Jararaca (Bothrops jararaca, Syn.: Bothropoides jararaca) ist eine Schlangenart aus der Unterfamilie der Grubenottern. Sie bewohnt den Südosten Brasiliens, den äußersten Osten Paraguays und den Nordosten Argentiniens. Die Nahrung besteht wie bei den meisten Arten der Gattung Bothrops aus einem breiten Spektrum kleiner Wirbeltiere, Jungtiere fressen auch Wirbellose. Die Art ist wie alle Amerikanischen Lanzenottern giftig und innerhalb ihres Areals eine der medizinisch relevantesten Giftschlangen, Todesfälle sind jedoch selten.

## Merkmale
Die Jararaca-Lanzenotter ist eine lange, schlanke Lanzenotter, der breite Kopf ist wie bei allen Arten der Gattung deutlich vom Hals abgesetzt. Die Art wird maximal 1,6 m lang, bleibt jedoch meist deutlich kleiner. Weibchen werden größer und schwerer als Männchen. Im Rahmen einer Studie in Südostbrasilien erreichten gefangene Männchen eine Kopf-Rumpf-Länge von maximal etwa 87 cm und ein Gewicht von etwa 152 g, die entsprechenden Maximalwerte von Weibchen waren circa 103 cm und etwa 240 g. Acht Weibchen aus dem Staat São Paulo, die schon mindestens einmal trächtig waren, waren zum Teil noch größer, sie hatten Kopf-Rumpf-Längen zwischen 89 und 109 cm und wogen 243–414 g.

### Beschuppung
Die Art zeigt fünf bis zwölf schwach gekielte Supraocularia. Die Anzahl der Supralabialia beträgt sieben bis neun (meist acht), die Zahl der Infralabialia neun bis 13, meist zehn bis zwölf. Die Anzahl der Bauchschuppen (Ventralschilde) variiert zwischen 170 und 216, die Zahl der Subcaudalia zwischen 51 und 71 und die Anzahl der dorsalen Schuppenreihen in der Körpermitte zwischen 20 und 27, meist sind es 23 bis 25.

### Färbung

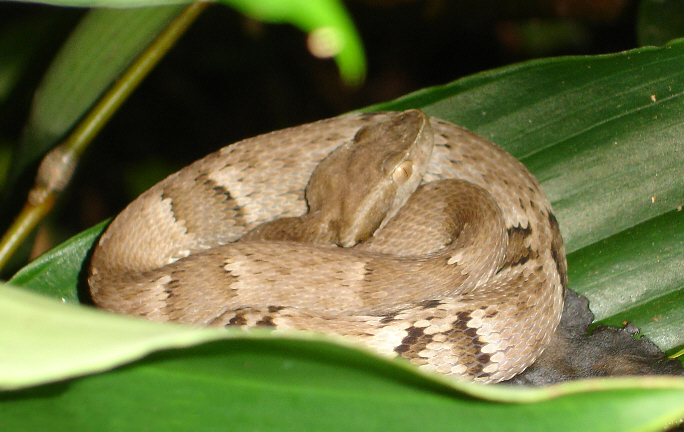
Jararaca-Lanzenotter

Die Grundfarbe der Oberseite ist sehr variabel rötlich, braun, kastanienbraun, grau, gelb oder olivgrün, meist ist die Rumpfmitte etwas aufgehellt. Die Rumpfoberseite zeigt auf beiden Seiten des Rückens hell umrandete, dunkelbraune, trapezförmige oder annähernd dreieckige Zeichnungen, deren breite und nach unten offene Basis zum Bauch zeigt. Die Zeichnungen können auf der Rückenmitte mit den Spitzen aufeinanderstoßen, so dass der Rücken eine sehr auffallende X-Zeichnung zeigt, oder teilweise oder völlig gegeneinander versetzt sein; oft sind alle drei Varianten auf einem Individuum zu sehen. Die einzelnen Zeichnungselemente können sehr variabel verlängert, miteinander verschmolzen oder nur fragmentarisch ausgebildet sein. Bei einigen Individuen ist die Rückenmitte völlig ungezeichnet und die Zeichnung ist auf abwechselnde, paarweise Streifen auf den Seiten reduziert. Die Räume zwischen den Zeichnungselementen sind  meist unregelmäßig gefleckt, vor allem auf dem hinteren Körperdrittel. Auf dem Schwanz wird die Zeichnung immer enger und besteht meist nur noch aus hellgrauen Strichen auf dunklem Grund.
Die Bauchseite ist blassgrün bis gelblich weiß und zeigt unregelmäßige feine oder größere graue Flecken, manchmal ist der Bauch auch einfarbig grau. Bei Jungtieren ist das Schwanzende weiß.
Der Hinterkopf zeigt häufig diffuse, dunkle Zeichnungen, diese können aber auch fehlen oder durch eine insgesamt dunklere Grundfarbe kaum sichtbar sein. Ein auffallender dunkelbrauner Streifen (Postokularstreifen) zieht sich vom Auge bis zum Mundwinkel und schließt meist die hinteren drei Oberlippenschilder (Supralabialia) mit ein. Dieser Streifen ist nach oben durch einen blassen Bereich begrenzt. Der Bereich des Canthus und die Supralabialia sind ansonsten meist ungezeichnet, einige Individuen zeigen jedoch einen dunklen Fleck zwischen der dritten und der vierten Supralabiale. Die Augen besitzen senkrechte Pupillen, die Iris ist goldfarben bis grünlich goldfarben. Die Zunge ist schwarz.

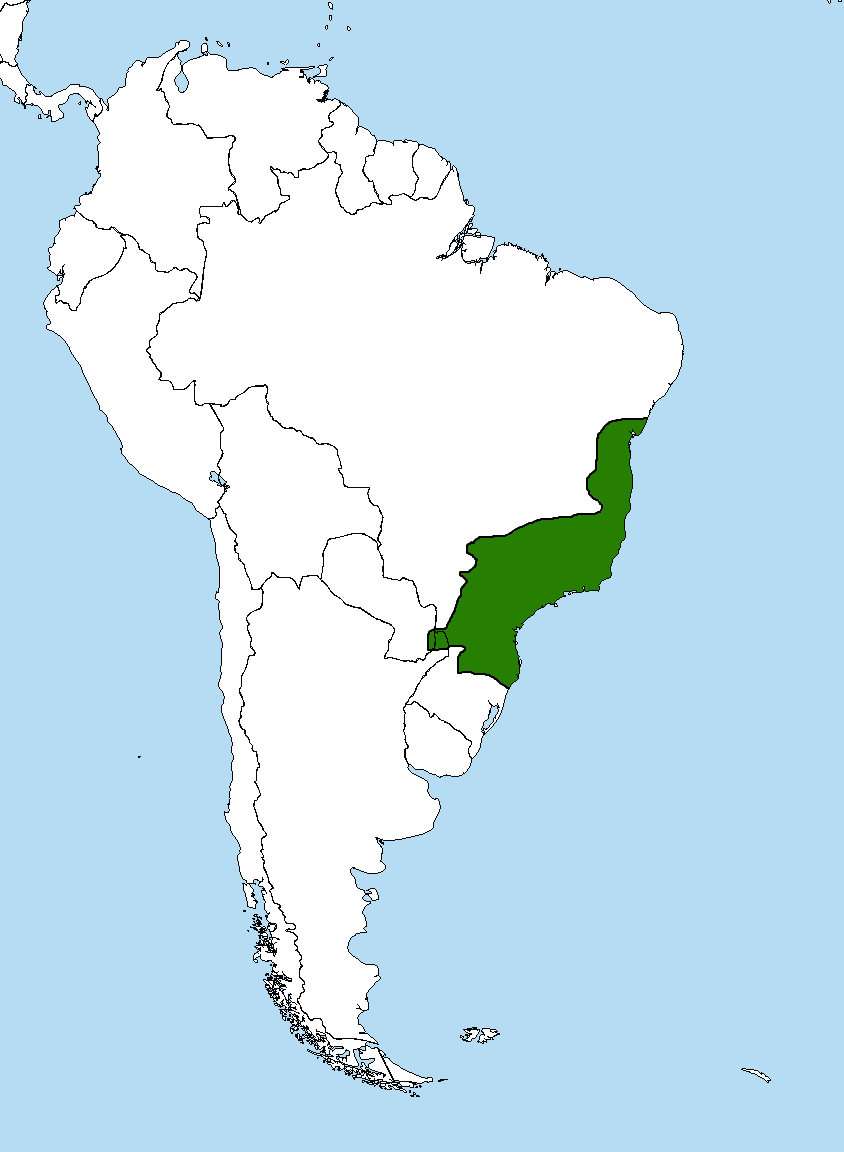
Verbreitung der Jararaca-Lanzenotter

## Verbreitung und Lebensraum
Die Jararaca-Lanzenotter bewohnt den Südosten Brasiliens, den äußersten Osten von Paraguay sowie den Nordosten Argentiniens. Sie besiedelt dort Tropische Laubwälder und Savannen, bevorzugt bewohnt sie offenbar offene, auch landwirtschaftlich genutzte Habitate mit angrenzender höherer Vegetation. Die Art kommt auch in Großstädten wie Rio de Janeiro und São Paulo vor.

## Systematik
Für die Jararaca-Lanzenotter wurden bisher keine Unterarten beschrieben. Eine molekulargenetische Untersuchung, die alle Arten bzw. Taxa der Gattung Bothrops einschließt, liegt bisher nicht vor. In der bisher umfassendsten molekulargenetischen Arbeit, die 28 Arten oder Formen der Gattung berücksichtigte, wurde als nächste Verwandte der Jararaca-Lanzenotter die Insel-Lanzenotter (Bothrops insularis) identifiziert.

## Lebensweise und Ernährung
Die Art ist wie fast alle Arten der Gattung weitgehend nachtaktiv. Sie lebt überwiegend auf dem Boden, klettert aber auch häufig in niedrige Büsche. Jungtiere locken Beutetiere durch Bewegungen mit dem hellen Schwanzende an und ernähren sich in erster Linie von Fröschen, weniger häufig werden kleine Nagetiere, Hundertfüßer und Vögel erbeutet. Adulte Tiere fressen überwiegend Nagetiere, aber auch Eidechsen, Frösche und Vögel.
Bei einer Studie in Südostbrasilien wurden in den Mägen adulter Jaracara-Lanzenottern als Hauptbeute (9 von 16 Beutetieren) Mäuseartige wie die zur Gattung der Neotropischen Wasserratten gehörende Nectomys squamipes und die eingebürgerte Wanderratte gefunden, weniger häufig junge und adulte Gemeine Meerschweinchen, Eigentliche Stachelratten der Gattungen Echimys und Proechimys, die zu den Neuweltmäusen gehörende Art Necromys lasiurus, die Reisratte und die eingebürgerte Hausmaus. Außerdem wurde eine wohl als Haustier gehaltene Japanwachtel sowie ein zu den Südfröschen gehörender Thoropa miliaris gefunden.
Bei jungen Tieren wurden in der Studie vor allem (9 von 17 Beutetieren) Laubfrösche verschiedener Arten und der Südfrosch Physalaemus cuvieri gefunden, seltener junge Mäuseartige wie die Reisratte und die Hausmaus. Zwei Schlangen hatten den zu den Halbfinger-Geckos gehörenden Hemidactylus mabouia gefressen, eine hatte einen nestjungen Singvogel und eine weitere zwei Hundertfüßer der Gattung Otostigma erbeutet.

## Fortpflanzung
Jungtiere werden im Südosten Brasiliens zwischen Januar und Mitte April geboren, also etwa in der zweiten Hälfte der Regenzeit. Demnach finden Paarungen vermutlich von April bis Juni statt. Die Tiere bringen ihre Jungen wie alle Arten der Gattung lebend zur Welt, sind also ovovivipar. Die Anzahl der bisher nachgewiesenen Jungschlangen je Wurf beträgt minimal 3 und maximal 34; in Südostbrasilien brachten acht Weibchen 5–16 Jungtiere zur Welt. Neu geborene Jungschlangen im Staat São Paulo hatten Kopf-Rumpflängen von 19,0–27,5 cm, im Mittel 25 cm und wogen 4,5–14,0 g, im Mittel 9,4 g (Männchen) bzw. 10,6 g (Weibchen). Vermutlich sind die Jungtiere nach drei bis vier Jahren geschlechtsreif; Männchen haben dann eine Kopf-Rumpf-Länge von etwa 65 cm, Weibchen sind dann etwa 75 cm lang. Angaben zum Durchschnitts- und Maximalalter frei oder in Gefangenschaft lebender Individuen sind unbekannt.

## Gift
Die Toxingemische der Grubenottern sind die mit Abstand komplexesten natürlichen Gifte. Sie enthalten eine Mischung von Enzymen, niedermolekularen Polypeptiden, Metallionen und anderen, in ihrer Funktion bisher kaum verstandenen Komponenten. Entsprechend vielfältig ist die Wirkung dieser Gifte. Das Gift der Jararaca-Lanzenotter verursacht eine ganze Reihe von Symptomen, dabei wird zwischen lokalen und den ganzen Körper betreffenden (systemischen) Symptomen unterschieden.

### Lokale Wirkung
Das Gift enthält gewebezerstörende Enzyme, vor allem Phospholipase A2 sowie stark proteinabbauende Metalloproteinasen. Typische lokale Symptome sind in erster Linie starke Schmerzen, Rötungen und Schwellungen, die sich sehr schnell auf die gesamte gebissene Gliedmaße und den benachbarten Rumpf ausdehnen, sowie kleine oder große Blasen, die klare oder blutig-seröse Flüssigkeit enthalten. Häufig entstehen Nekrosen, insbesondere des Muskelgewebes. Bei nicht oder zu spät eingeleiteter Behandlung müssen betroffene Gliedmaßen wegen der Nekrosen gelegentlich amputiert werden. Weitere Dauerschäden sind Funktionseinschränkungen oder -verluste durch Muskelschwund (Atrophie), dauerhafte Muskelverkürzungen und Lähmungen peripherer Nerven.

### Systemische Wirkung
Das Gift wirkt hämolytisch (rote Blutkörperchen zersetzend) und durch Metalloproteinasen hämorrhagisch (Blutgefäße zerstörend). Wichtigstes Hämorrhagin im Gift der Art ist Jararhagin, eine Zink enthaltende Metalloproteinase. Das Gift verursacht durch thrombinähnliche Enzyme (TLEs) eine Veränderung der Blutgerinnungsvorstufe Fibrinogen und hierdurch eine pathologische Aktivierung der Blutgerinnung. Dies führt über weitere Schritte zum schnellen Verbrauch der Gerinnungsfaktoren und wirkt daher gerinnungshemmend. Im Ergebnis ist nun keine normale Blutgerinnung mehr möglich. Das Syndrom wird als Disseminierte intravasale Koagulopathie (DIC) bezeichnet. Die Patienten bluten aus der Bissstelle, aus noch nicht verheilten Narben, Mückenstichen und Mundschleimhäuten und es kommt zu inneren Blutungen. Das Gift wirkt offenbar auch direkt nierentoxisch. Zusätzliche Komplikationen entstehen durch Infektionen durch die in den Schleimhäuten der Schlange enthaltene Bakterienfauna. Todesfälle sind auf akutes Nierenversagen, Hirnblutungen und Blutvergiftungen zurückzuführen.

### Epidemiologie
Das Areal der Art zählt zu den am dichtesten besiedelten Bereichen Südamerikas und die Art ist hier relativ häufig, sie ist daher in Südostbrasilien die mit Abstand medizinisch relevanteste Schlange. Tödliche Vergiftungen sind jedoch relativ selten; in verschiedenen Studien lag die Todesrate hospitalisierter Bissopfer zwischen 0 und 1 Prozent.

### Medizinische Nutzung
Peptide aus dem Gift der Jararaca-Lanzenotter bildeten die Vorlage für die Entwicklung der ACE-Hemmer gegen Bluthochdruck. Sérgio Henrique Ferreira von der Universität São Paulo entdeckte im Gift der Schlange in den 1960er Jahren den Bradykinin-potenzierenden Faktor (BPF), nachdem schon Mauricio Rocha e Silva 1948 Bradykinin daraus isolierte. In Zusammenarbeit mit John R. Vane in London und Wissenschaftlern bei Bristol-Myers Squibb (insbesondere David Cushman, Miguel Ondetti) entstand daraus 1974 Captopril, die Leitsubstanz der ACE-Hemmer.
Das Gift der Jararaca-Lanzenotter enthält unter anderem auch das Enzym Reptilase, das wegen seiner Wirkung auf die Blutgerinnung in der Medizin sowohl für diagnostische als auch für therapeutische Zwecke genutzt wird.

## Gefährdung
Die Art hat ein relativ großes Verbreitungsgebiet und ist dort häufig; sie wird von Campbell und Lamar daher nicht als gefährdet betrachtet. Die IUCN listet sie als Least Concern (ungefährdet). 